# Valeri Rúdnev
 Valeri Rúdnev (en ruso: Валерий Ру́днев; n. 16 de febrero de 1988) es un extenista profesional ruso.

## Carrera
Su ranking más alto a nivel individual fue el puesto n.º 210, alcanzado el 21 de julio de 2014. A nivel de dobles alcanzó el puesto n.º 490 el 22 de marzo de 2010.
No ha ganado hasta el momento títulos ATP ni de ATP Challenger Series, aunque sí ha ganado varios títulos futures tanto en individuales como en dobles.